# Bernd Brückner (Fußballspieler)
Bernd Brückner (* 14. November 1940) ist ein ehemaliger deutscher Fußballspieler.

## Leben
Brückner absolvierte eine Ausbildung zum Maschinenmeister. 
Er begann das Fußballspielen bei Brandenburg 03 Charlottenburg. Ab dem 1. Juli 1961 spielte er in der Vertragsliga Berlin bei Hertha 03 Zehlendorf. Im Sommer 1962 wechselte der Stürmer zum Neuköllner Ligakonkurrenten Tasmania Berlin. Mit dem Verein wurde er 1964 erster Meister der Regionalliga Berlin. In der Aufstiegsrunde zur Bundesliga kam er zu zwei Einsätzen gegen den FC St. Pauli und den FC Bayern München. Zum 30. Juni 1965 verließ er den Verein. Er bestritt 29 Ligaspiele für Tasmania.